# Onitis nigeriensis
Onitis nigeriensis là một loài bọ cánh cứng trong họ Bọ hung (Scarabaeidae).